# Câlnic (Alba)
Câlnic (in ungherese Kálnok, in tedesco Kelling), è un comune della Romania di 1 759 abitanti, ubicato nel distretto di Alba, nella regione storica della Transilvania.
Il comune è formato dall'insieme di 2 villaggi: Câlnic e Deal.

## Il castello
Il castello di Câlnic è considerato Patrimonio dell'umanità dell'UNESCO e la sua presenza risulta certificata per la prima volta nel 1269. Costruito per essere una residenza nobiliare, nel 1430 venne acquistato dagli abitanti del luogo e fortificato. È costituito da un'ampia corte circondata dalle mura, appoggiate alle quali ci sono alcuni edifici. Al centro della corte si trovano una grande torre e una cappella.
Il castello, piuttosto ben conservato, differisce da molte altre costruzioni simili per il fatto di non essere collocato su di un'altura, bensì in una vallata ad una quota più bassa delle colline circostanti. Questo fatto, che rappresenta un fattore negativo in caso di assedio, può essere probabilmente spiegato con la sua originaria destinazione residenziale, non concepita con intenti difensivi.

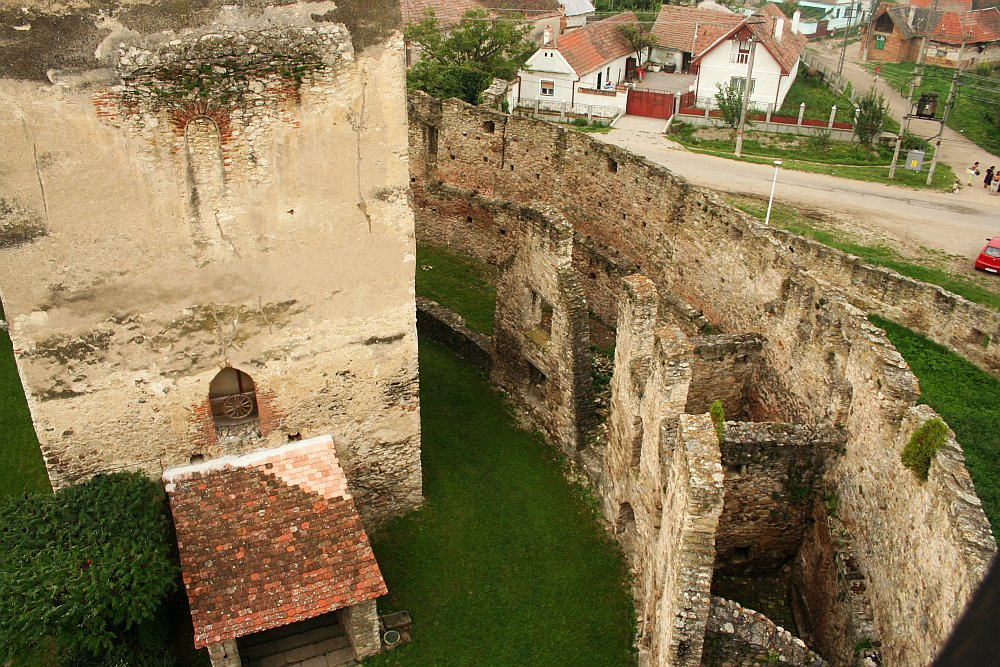
Le mura del castello
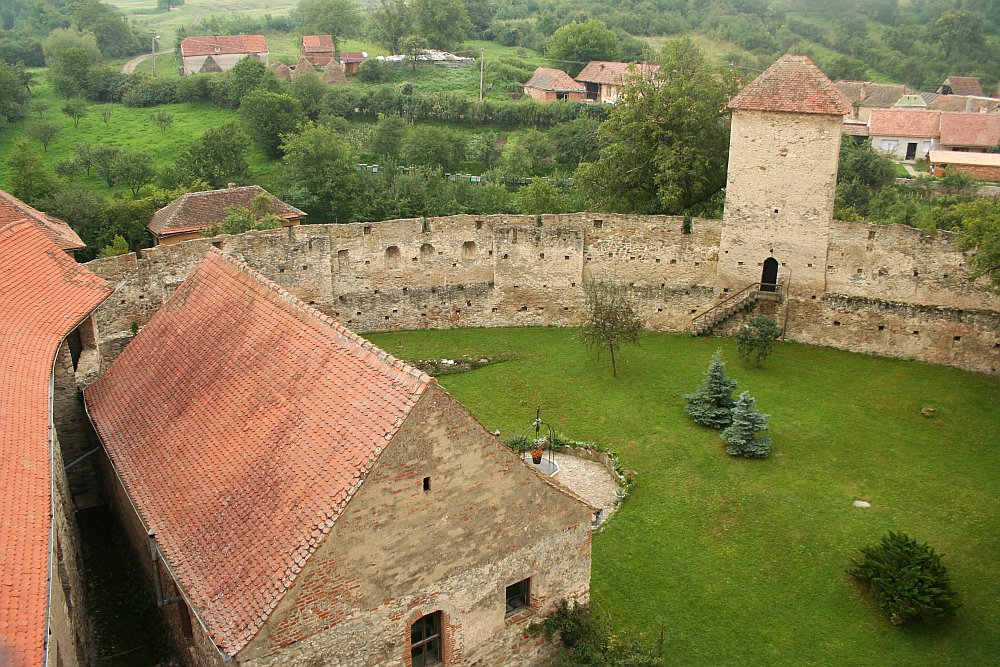
La corte del castello